# جون إم. دارلي
جون إم. دارلي (بالإنجليزية: John Darley)‏ هو أستاذ جامعي وعالم نفس أمريكي، ولد في 3 أبريل 1938 في يافا في فلسطين، وتوفي في 31 أغسطس 2018 في لورينسفيل في الولايات المتحدة.